# Oktanten
Oktanten (Octans) er et stjernebillede på den sydlige himmelkugle.
Himlens sydpol befinder sig i Oktanten, men der er ikke nogen klar stjerne til at markere den, som der er med himlens nordpol (Nordstjernen).